# Yakuman
Yakuman (役満?) è un videogioco sviluppato da Intelligent Systems e pubblicato nel 1989 da Nintendo per Game Boy.
Titolo di lancio della console portatile Nintendo in Giappone, il simulatore di mahjong ha ricevuto un sequel nel 2005 per Nintendo DS.